# 1966년 대한민국의 영화 목록
다음은 1966년에 개봉됐던 대한민국의 영화 목록이다.

## 목록
- 《5인의 건달》
- 《7인의 난폭자》
- 《검은 무늬의 마후라》
- 《군번 없는 용사》
- 《금지된 입술》
- 《긴 여로》
- 《꽃가마》
- 《나는 왕이다》
- 《내 몸에 주인은 없다》
- 《내 청춘 황혼에 지다》
- 《댁의 부인은 어떠십니까》
- 《독거미》
- 《만추》
- 《말띠 신부》
- 《무명초》
- 《무정가 일번지》
- 《물레방아》
- 《백발백중》
- 《병사는 죽어서 말한다》
- 《불사조》
- 《불타는 청춘》
- 《비밀 정보 88번지》
- 《비밀 첩보대》
- 《비오는 밤에 떠나고 싶다》
- 《산유화》
- 《산호의 문》
- 《삼천포 아가씨》
- 《섬색시》
- 《소령 강재구》
- 《소문난 여자》
- 《순간은 영원히》
- 《순애》
- 《아빠의 청춘》
- 《악몽》
- 《악인시대》
- 《안개》
- 《양반전》
- 《여자이기 때문에》
- 《예라이샹》
- 《오늘은 왕》
- 《위험한 청춘》
- 《육체의 대결》
- 《이별의 강》
- 《잃은 자와 찾은 자》
- 《잘 있거라 일본 땅》
- 《장미의 고백》
- 《적선지대》
- 《제3부두 0번지》
- 《제76포로수용소》
- 《종이배의 연정》
- 《종점》
- 《죽은 자와 산 자》
- 《청춘행진곡》
- 《초연》
- 《초우》
- 《탈출 명령》
- 《특급 결혼작전》
- 《평양 기생》
- 《하루살이 인생》
- 《하숙생》
- 《학사 기생》
- 《회전의자》
- 《흑발의 청춘》

## 참고 자료
- KOFIC 영화데이터베이스

## 같이 보기
- 대한민국의 영화